# 이와쿠니역
이와쿠니역(일본어: 岩国駅 이와쿠니에키[*])은 일본 야마구치현 이와쿠니시에 있는 서일본 여객철도 · 일본화물철도의 역이다. 산요 본선과 이 역을 기점으로 하는 간토쿠 선의 2개의 노선이 상호 운행하고 있다. 3면 6선의 승강장 구조를 지닌 지상역이다.

## 타는 곳
| 플랫폼 | 노선                  | 방향     | 행선지                       | 비고                      |
| ------ | --------------------- | -------- | ---------------------------- | ------------------------- |
| 0      | ■ 니시키가와세이류 선 | -        | 미쇼 · 니시키초 방면         |                           |
| 1      | ■ 간토쿠 선           | -        | 구가 · 스오타카모리 방면     |                           |
| 3      | ■ 산요 본선           | (상행선) | 미야지마구치 · 히로시마 방면 | 주로 이 역 시발           |
| 4      | ■ 산요 본선           | (상행선) | 미야지마구치 · 히로시마 방면 |                           |
| 6      | ■ 산요 본선           | (상행선) | 미야지마구치 · 히로시마 방면 | 이 역 시발의 일부         |
| 6      | ■ 산요 본선           | (하행선) | 야나이 · 도쿠야마 방면       | 이른 아침 · 심야의 일부만 |
| 7      | ■ 산요 본선           | (하행선) | 야나이 · 도쿠야마 방면       |                           |

## 화물역
일본화물철도의 역은, 전용선 발착의 컨테이너 화물, 임시 차급화물의 취급역으로 되어 있다. 역의 동쪽, 닛폰 제지 이와쿠니 공장으로 이어지는 전용선이 있어, 주로 컨테이너에 의한 제품의 발송이 행해지고 있다. 히로시마 방면으로도 향하는 본선 선로를 사이에 두어 동쪽으로 전용선이, 반대쪽에는 전용선 열차가 들어오는 작업이나 선로 보수용 차량의 유치등으로 사용되고 있는 측선 설비가 있다.

## 이용 현황
| 연도     | 하루 평균 승차 인원 | 연도     | 하루 평균 승차 인원 |
| 2000년도 | 6,936명             | 2006년도 | 6,306명             |
| 2001년도 | 6,797명             | 2007년도 | 6,288명             |
| 2002년도 | 6,619명             | 2008년도 | 6,336명             |
| 2003년도 | 6,592명             | 2009년도 | 6,043명             |
| 2004년도 | 6,583명             | 2010년도 | 5,818명             |
| 2005년도 | 6,475명             |          |                     |
| -------- | ------------------- | -------- | ------------------- |

## 역 주변
- 국도 제2호선
- 이와쿠니 시청

## 역사
- 1897년 9월 25일 : 이와쿠니역으로서 개업.
- 1929년 2월 3일 : 마리후역(일본어: 麻里布駅)으로 개칭.
- 1942년 4월 1일 : 다시 이와쿠니역으로 개칭.
- 1987년 4월 1일 : 민영화에 의해, 서일본 여객철도로 이관.

## 인접 정차역
| 서일본 여객철도 산요 본선 | 서일본 여객철도 산요 본선                 | 서일본 여객철도 산요 본선    |
| ------------------------- | ----------------------------------------- | ---------------------------- |
| 오타케 고베 방면          | ■ 쾌속 '통근 라이너'                      | 미나미이와쿠니 모지 방면     |
| 와키 고베 방면            | ■ 보통                                    | 미나미이와쿠니 모지 방면     |
| 서일본 여객철도 간토쿠 선 |                                           |                              |
| 시·종착역                 | ■ 간토쿠 선 니시키가와세이류 선 직통 포함 | 니시이와쿠니 구시가하마 방면 |